# Bernardino di Mariotto

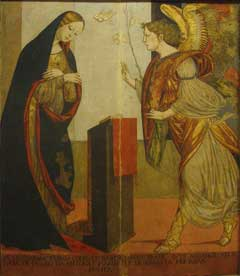
Anunciación de Mariotto.

Bernardino di Mariotto dello Stagno fue un pintor renacentista italiano, nacido hacia 1478 y muerto a muy avanzada edad en 1566.
Aunque natural de Perugia en Umbría, habitó en las Marcas de Sanseverino de 1502 a 1521, donde dio continuidad a la escuela pictórica de Lorenzo y Jacopo Salimbeni y de Lorenzo di Alessandro da Sanseverino. En 1521 retornó a Perugia.
Su primera obra firmada «Belardinus de Perugia pinxit» es un retablo de la Virgen entronizada con el Niño y ángeles conservado en Bastia (Fabriano). Su estilo se ha relacionado con el de Perugino y algunos autores lo asimilan al de Carlo Crivelli y Signorelli. También se ha confundido frecuentemente con el Pinturicchio, a pesar de la diferencia en la técnica y lo inferior de su ejecución. En su pintura, además, a menudo incurre en arcaísmos: sombras duras, contornos rígidos y paisajes poco desarrollados son característicos de su estilo.
Obras suyas, tanto de asunto religioso como retratos, se conservan en la Galería Nacional de Umbría, el Museo de Bellas Artes de Boston y el Museo Walters de Baltimore, mostrando en todas ellas la minuciosidad de su estilo, que recuerda la manera de los iluminadores.